# らんま1/2 超技乱舞篇
『らんま1/2 超技乱舞篇』（らんまにぶんのいち ちょうぎらんぶへん）は、1994年4月28日に発売されたスーパーファミコン用ソフト。

## 概要
漫画『らんま1/2』（1987年 - 1996年）を原作とした対戦型格闘ゲームである。
対戦相手のライフゲージをゼロにしK.O.させるか、制限時間が設定されている場合に時間切れにより対戦相手のライフゲージを自分より少なければ一本勝ちとなる。オリジナルモードとして、選んだキャラクター2体分での2vs2で、途中交代・控えでの体力回復ありのタッグマッチモードがある。
ハーブはアニメに登場せず原作のみの登場のため、声優はゲームオリジナルを起用している。乱馬以外は説明書にコマンドが記載されていないが、挑発後に隠しコマンドを入力することでより強力な必殺技を使用できる。

## ストーリー
ある日、一通の手紙が届く。どんな願い事も一つだけだがかなえてくれる力があるという、ジャコウ王朝に伝わる伝説の秘宝「黄金の招き猫」。その黄金の招き猫は、現在12個のパーツが世界各地に眠っている。
手紙が届いたらんま達一行は、秘宝を完成させるべく世界各地へと出発。各地で出くわしてはパーツを掛けて戦い、完成へと近付けて行く。

## 登場人物
早乙女乱馬
- 声 - 山口勝平
ハーブを選んだ場合、男か女のどちらかで最終ボスとして登場する。

早乙女らんま
- 声 - 林原めぐみ

天道あかね
- 声 - 日髙のり子
無差別格闘流のファイトスタイルだった『らんま1/2 爆烈乱闘篇』とは打って変わり、ハンマーなどを取り出して相手を殴るという、原作・アニメでツッコミを入れる時に近い戦い方をする。

早乙女玄馬（変身後）
- 声 - 緒方賢一

九能帯刀
- 声 - 鈴置洋孝

シャンプー
- 声 - 佐久間レイ

響良牙
- 声 - 山寺宏一

九能小太刀
- 声 - 島津冴子

久遠寺右京
- 声 - 鶴ひろみ

ムース
- 声 - 関俊彦

今条マリ子
- 声 - 小林優子

二ノ宮ひな子
- 声 - 冬馬由美

ハーブ
- 声 - 有馬克明
最終ボス。説明書ではタッグマッチモードのみ使用可能と記載されているが、裏技でストーリーモードと対戦モードも使えるようになっている。なお、ストーリーモードではエピローグのみ描かれている。

## スタッフ
- ジェネラル・プロデューサー：菅沼孝夫（小学館プロダクション）、小林章（東宝）
- プロデューサー：盛武源（小学館プロダクション）、角田純一（東宝）、竹野雅人（東宝）、頼経康史（アニメイトフィルム）
- アドバタイザー：新井聡（小学館プロダクション）、谷口清悟（東宝）
- スーパーバイザー：井上季郎
- コーディネイター：市川公士
- ディレクター：賀川邦彦
- ゲームデザイン：丸哲郎
- システムデザイン：瓦吹隆
- ビジュアルデザイン：丸哲郎、中林勝則、竹村浩
- グラフィック：内藤剛、佐藤登、佐藤晃子、下村麻美、石田充、菅沼桂子、水野忠夫、鈴木勝晴、加藤美保
- メインプログラム：瓦吹隆
- サブプログラム：富沢賢一、坪井哲央
- サウンドプログラム：富沢賢一、平野秀和
- サウンドアシスト：玉置聡
- 音楽：岡本智郎
- ストーリー：木村初
- 音声演出：斯波重治、浅梨なおこ（オムニバスプロモーション）
- 録音協力：稲垣高広（キティフィルム）
- 録音スタジオ：東京テレビセンター
- 協力：学館「週刊少年サンデー」編集部

## 評価
ゲーム誌『ファミコン通信』のクロスレビューでは6・6・6・5の合計23点（満40点）、『ファミリーコンピュータMagazine』の読者投票による「ゲーム通信簿」での評価は以下の通りとなっており、21.0点（満30点）となっている。
| 項目 | キャラクタ | 音楽 | お買い得度 | 操作性 | 熱中度 | オリジナリティ | 総合 |
| 得点 | 4.0        | 3.3  | 3.3        | 3.5    | 3.5    | 3.3            | 21.0 |